# Friedrich Triebel

Friedrich Triebel

Friedrich „Fritz“ Triebel (* 28. Juli 1888 in Crawinkel; † 22. September 1960 in Salzgitter) war ein deutscher Politiker (NSDAP).

## Leben und Wirken
Triebel besuchte die Volksschule in Crawinkel. Anschließend absolvierte er eine Malerlehre in Gotha. Daneben besuchte er eine Fortbildungsschule. Von 1908 bis 1910 gehörte Triebel dem 6. Thüringischen Infanterieregiment Nr. 95 an. Danach übte er erneut das Malerhandwerk aus, zum Teil auch im Ausland.
Von 1914 bis 1918 nahm Triebel am Ersten Weltkrieg teil. Nach dem Krieg trat Triebel in den Dienst der Reichsbahn, für die er bis in die 2. Hälfte der 1930er Jahre als Dekorationsmaler arbeitete. Im Januar 1931 wurde Triebel zum Reichsbahninspektor befördert.
Bereits in den 1920er Jahren war Triebel Mitglied der NSDAP (Mitgliedsnummer 112.983) geworden. 1930 wurde er für diese Stadtverordneter in Gotha. Daneben war er Gaubetriebszellenobmann der NSDAP in Thüringen. Bei der Reichstagswahl im September 1930 wurde Triebel als Kandidat der NSDAP für den Wahlkreis 12 (Thüringen) in den Reichstag gewählt, dem er in der Folge ohne Unterbrechung bis zum Ende der NS-Herrschaft im Mai 1945 angehörte. Das wichtigste parlamentarische Ereignis, an dem Triebel während seiner Abgeordnetenzeit beteiligt war, war die Verabschiedung des Ermächtigungsgesetzes im März 1933, das unter anderem auch mit Triebels Stimme verabschiedet wurde.
Nach der nationalsozialistischen „Machtergreifung“ 1933 war Triebel Landesobmann der NSBO in Mitteldeutschland, Gauobmann der Deutschen Arbeitsfront und Gauamtsleiter in Thüringen. Im August 1934 wurde Triebel Staatsrat in Thüringen. Am 30. Januar 1938 wurde Triebel mit dem Goldenen Ehrenabzeichen der NSDAP ausgezeichnet.
Triebel war zudem Mitglied in der Sturmabteilung.